# Guy De Pré
Guy Edouard Mathilde De Pré (Wilrijk, 7 juni 1954) is een Vlaams radiopresentator en radio-dj, vooral bekend van het archief- en muziekprogramma De Pré Historie.

## Biografie

### Radiocarrière
De Pré studeerde radio- en televisierealisatie aan het Ritcs. In 1974 werd hij voor het Radio 1 programma "Ga jij maar winkelen, ik let wel op de radio" er als reporter op uitgestuurd. In de jaren erna presenteerde en stelde hij verschillende programma's samen voor Radio 1, Omroep Antwerpen en de Wereldomroep.
Op 1 januari 1980 begon hij bij Omroep Brabant, waar hij 'Het Huis De Pré Provoost', ‘Domino’ en ‘Funkytown’ presenteerde. In 1988 kroop hij achter het stuur van het allereerste autoprogramma van de VRT: ‘Overstuur’.
Tot zijn pensioen in 2019 presenteerde De Pré naast De Pré Historie ook het zondagavondprogramma The Rat Pack op Radio 2 waar 2 uur lang de beste crooners te horen zijn. De Pré heeft het programma zelf bedacht. Na zijn pensioen nam Vanessa Vanhove het programma over.

### De Pré Historie
Sinds 1984 presenteert De Pré zijn meest succesvolle en bekende radioprogramma, De Pré Historie. Daarmee is dit het langstlopende radioprogramma met dezelfde presentator in Vlaanderen. Tijdens deze zondagochtendshow blikt De Pré twee uur lang terug op de actualiteit uit 4 verschillende decennia, en speelt behalve archiefopnames ook hits uit die specifieke jaren, maanden, en zelfs weken. De show werd al vlug zo populair dat het in 1990 ook een televisieversie kreeg. Daarna volgden een boek (De Préhistorie, 1991), een cd-reeks (waarvan er meer dan 3 miljoen stuks verkocht zijn en waarvan nog steeds nieuwe cd's verschijnen), een musical (in samenwerking met de Musicalafdeling van het Koninklijk Ballet van Vlaanderen), én een roadshow De Pré Historie Live, waarbij hij zelf als diskjockey meetoerde door het hele Vlaamse land. Na zijn officiële pensionering, bleef hij op post met het programma dat hij vanuit huis opnam.

### Auto's
De Pré is ook een groot liefhebber van auto's. Hij presenteerde in 1988 het eerste autoprogramma van de BRTN, ‘Overstuur’. Daarna had hij een dagelijkse mobiliteitsrubriek op "Radio Donna", en daarna weer terug op Radio 2. Hij verzorgt momenteel in het programma "Avondpost" op donderdag een wekelijkse bijdrage rond auto's. De Pré heeft ondertussen zo'n 1200 nieuwe auto's getest als autojournalist. Hij schrijft ook geregeld bijdragen voor auto- en andere tijdschriften. Tegenwoordig zoekt hij het ook vaak in oldtimers.

## TV Plus
In 2019, na zijn pensioen bij de VRT, werd De Pré presentator op TV Plus, waar hij muziekprogramma Plaatpraat presenteert. In 2020 zou hij ook een programma over oldtimers krijgen.
link bijvoegen : https://radiovisie.eu/2005-retro-interview-75-jaar-publieke-radio-guy-de-pre/?highlight=thierry%20missiaen
Huidig (anno 2022):
Luc Appermont · Cara Cobbaert · Anja Daems · Sandra Deakin · Karolien Debecker · Kim Debrie · Peter De Groot · Lars De Groote · Guy De Pré · Chris Dusauchoit · Dirk Ghijs · Peter Hermans · Wouter Landuyt · Filip Ledaine · Daan Masset · Caren Meynen · Sven Pichal · Marc Pinte · Harald Scheerlinck · Siska Schoeters · Benjamien Schollaert · Showbizz Bart · Sharon Slegers · Jo Van Damme · Niels Vandeloo · Sonny Vanderheyden · Cathérine Vandoorne · Christel Van Dyck · Ruben Van Gucht · Iris Van Hoof · Vanessa Vanhove · Britt Van Marsenille · David Van Ooteghem · Peter Verhulst · Dirk Vlaeyen · Pascal Vranckx · Albrecht Wauters
Voormalig:
Luk Alloo · Johan Anthierens · Nand Baert · Erik Baeyens · Wim Bary · Jos Baudewijn · Flor Berckenbosch · Marcel Beerten · Wilfried Bertels · Marc Brillouet · Els Broeckmans · Fred Brouwers · Edwin Brys · Ro Burms · Walter Capiau · Annemie Coppieters · Harry Creemers · Karel Daerden · Christoff · Conny De Boos · Hein Decaluwé · Jessie De Caluwe · Jo met de Banjo · Gust De Coster · Martin De Jonghe · Paula De Meulder · Els De Vuyst · Frank Dingenen · Michel Follet · Jacky Geerts · Jos Ghysen · Margriet Hermans · Irene Houben · Michel Ilsen · Rita Jaenen · Chris Jonckers · Tante Kaat · Luk de Laat · Jo Leemans · Leki · Kathy Lindekens · Kris Luyten · Micha Marah · Betty Mellaerts · Kaat Mendonck · Freek Neirynck · Line Ooms · Sven Ornelis · Katrien Palmers · Gerard Pollet · Julien Put · Hugo Raspoet · Niko Reynaert · Luk Saffloer · Karel Segers · Lennart Segers · Lutgart Simoens · Rudi Sinia · Dirk Somers · Dré Steemans · Jan Theys · Gene Thomas · Wiet Van Broeckhoven · Marc Van den Hoof · Dieter Vandepitte · Karin Van den Berghe · Thomas Van der Spiegel · Kurt Van Eeghem · Wim Van Gansbeke · Els Van Herzeele · Ilse Van Hoecke · Bert Van Molle · Jan Van Rompaey · Paula Van Wilder · Louis Verbeeck · Karel Vereertbruggen · Herwig Verhovert · Luc Verschueren · Johan Verstreken · Tom Vossen · Eddy Wally · Niels William · Edwin Ysebaert · Zaki